# Rajd Scottish 1980
Rajd Scottish 1980 (35. Esso - Lombard RSAC Scottish Rally) – 35. edycja rajdu samochodowego Rajdu Scottish rozgrywanego w Wielkiej Brytanii. Rozgrywany był od 7 do 10 czerwca 1980 roku. Była to dwudziesta trzecia runda Rajdowych Mistrzostw Europy w roku 1980 (rajd miał najwyższy współczynnik - 4) oraz czwarta runda Rajdowych Mistrzostw Wielkiej Brytanii. Składał się z 45 odcinków specjalnych.

## Klasyfikacja rajdu
| Miejsce                      | Kierowca                     | Pilot                        | Samochód                     | Czas                         | Strata                       |                              |
| Klasyfikacja generalna i ERC | Klasyfikacja generalna i ERC | Klasyfikacja generalna i ERC | Klasyfikacja generalna i ERC | Klasyfikacja generalna i ERC | Klasyfikacja generalna i ERC | Klasyfikacja generalna i ERC |
| ---------------------------- | ---------------------------- | ---------------------------- | ---------------------------- | ---------------------------- | ---------------------------- | ---------------------------- |
| 1.                           | Hannu Mikkola                | Arne Hertz                   | Ford Escort RS 1800 MKII     | 4:20:14                      | 0.0                          |                              |
| 2.                           | Ari Vatanen                  | David Richards               | Ford Escort RS 1800 MKII     | 4:22:09                      | +1:55                        |                              |
| 3.                           | Anders Kulläng               | Bruno Berglund               | Opel Ascona 400              | 4:27:40                      | +7:26                        |                              |
| 4.                           | Tony Pond                    | Fred Gallagher               | Triumph TR7 V8               | 4:31:53                      | +11:39                       |                              |
| 5.                           | Drew Gallacher               | John Eyres                   | Vauxhall Chevette 2300 HS    | 4:38:02                      | +17:48                       |                              |
| 6.                           | Andrew Cowan                 | Johnstone Syer               | Ford Escort RS 1800 MKII     | 4:44:07                      | +23:53                       |                              |
| 7.                           | Jimmy McRae                  | Mike Nicholson               | Vauxhall Chevette 2300 HSR   | 4:44:57                      | +24:43                       |                              |
| 8.                           | Donald Heggie                | Livingstone                  | Ford Escort RS 1800 MKII     | 4:47:26                      | +27:12                       |                              |
| 9.                           | Roger Clark                  | Jim Porter                   | Triumph TR7 V8               | 4:48:07                      | +27:53                       |                              |
| 10.                          | Geoff Fielding               | Tony Goulding                | Ford Escort RS 1800 MKII     | 4:48:44                      | +28:30                       |                              |